# Trévières

Trévières este o comună în departamentul Calvados, Franța. În 1 ianuarie 2022 avea o populație de 922 de locuitori.

## Personalități născute aici
- Octave Mirbeau (1848 - 1917), jurnalist, scriitor.